# کی ۲ - ۱۸
الگو:Starbox catalogue
کی ۲–۱۸ (انگلیسی: K2-18) که با نام EPIC 201912552 نیز شناخته می‌شود، یک ستاره کوتوله سرخ با دو سیاره فراخورشیدی همراه است که در فاصلهٔ ۱۲۴ سال نوری (۳۸ پارسک) از زمین، در صورت فلکی شیر قرار دارند.

## سامانهٔ سیاره‌ای

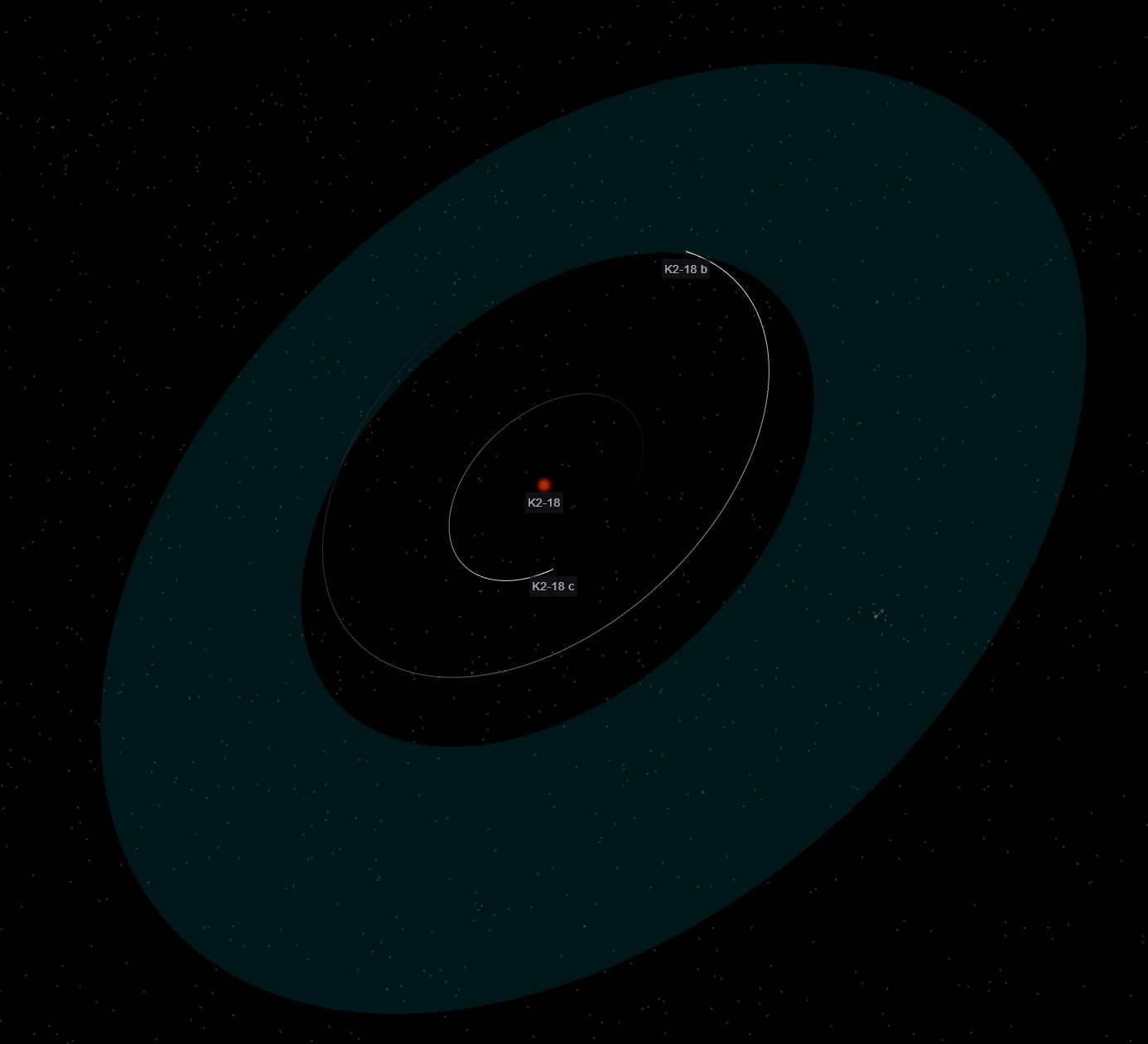
نمایشی از منظومه سیاره‌ای اطراف کی ۲ - ۱۸، که مدارهای دو سیاره فراخورشیدی شناخته شده و منطقه قابل سکونت ستاره را نشان می‌دهد.

این ستاره دارای یک سیاره فراخورشیدی در حال گذر به نام کی ۲ - ۱۸ بی، یک ابر زمین است که در منطقه قابل سکونت کی ۲–۱۸ قرار دارد.
[۹] این ستاره در سال ۲۰۱۵ توسط تلسکوپ فضایی کپلر در مأموریت K2 آن کشف شد.